# カステルデルフィーノの戦い
カステルデルフィーノの戦い（カステルデルフィーノのたたかい、英語: Battle of Casteldelfino）、またはピエールロングの戦い（ピエールロングのたたかい、英語: Battle of Pierrelongue）はオーストリア継承戦争中の1744年7月18日から翌19日にかけて、フランス王国とサルデーニャ王国の間で行われた戦闘。フランスが勝利した。